# Estivales du Chalard
Les Estivales du Chalard sont un festival de musique qui a eu lieu tous les ans pendant la première quinzaine du mois d'août, jusqu'en 2008, dans le village du Chalard, en Haute-Vienne, entre Châlus, Thiviers et Saint-Yrieix-la-Perche, et dans les environs. En 2009, les Estivales du Chalard ont fusionné avec l'Été musical de Saint-Robert, devenant ainsi le Festival 1001 Notes.
Des concerts, des représentations de théâtres, contes musicaux, conférences sont animés par des artistes comme Yuri Bashmet, Anne Gastinel, Alexandre Tharaud, ... Les représentations ont lieu dans des sites classés ou remarquables de la région comme l'abbaye du Chalard, le Pôle de Lanaud ou le château de Brie. Autour des concerts, sont proposés des visites, des repas, des vols en montgolfière afin de découvrir la région du Limousin.

## Programmation 2008
Thème Carnet de Voyage : Jordi Savall, Trio Wanderer, Francois Jeanneau - Ablaye Cissoko, Les Fin'S Amoureuse, Nemanja Radulovic, Luc de Goustine, Quatuor Sine Nomine - Etienne Chicot

## Programmation 2007
Anne Gastinel - Claire Désert, Robert Expert - Antonio Soria, Abdel Rahman El Bacha, Jean-Claude Pennetier, Bruno Rigutto, Pierre et le Loup, Marie-Christine Barrault, Hommage à Maria Callas : Tomoko Taguchi, Philippe Riga, Sylvia Vadimova, Augustin Dumay, Le Neveu de Rameau : Nicolas Vaude, Nicolas Marié, Histoire de Babar : Marcel Bonnaud, La Guerre de 100 ans : Jean Tricard, Yuri Bashmet